# Chikkamagaluru

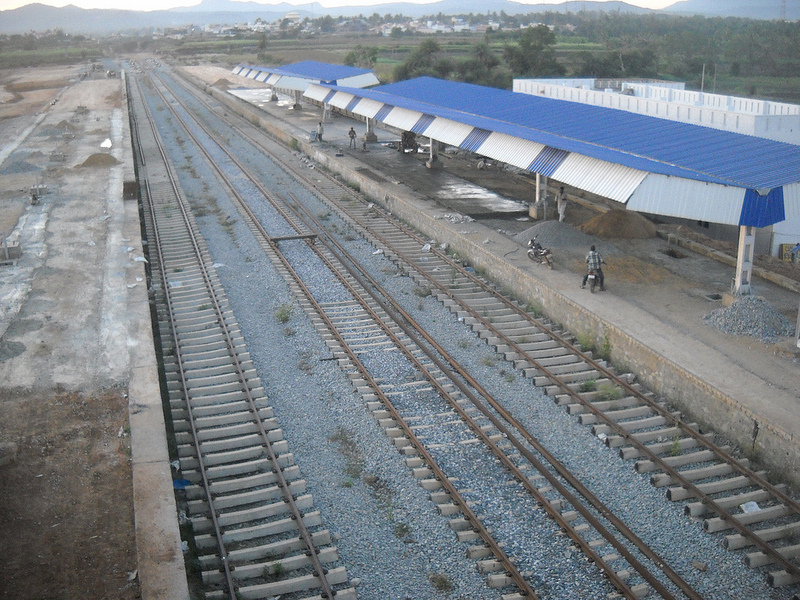
Järnvägsstationen i Chikkamagaluru.

Chikkamagaluru (fram till 1 november 2014 Chikmagalur) är en stad i den indiska delstaten Karnataka och är centralort i ett distrikt med samma namn. Folkmängden uppgick till 118 401 invånare vid folkräkningen 2011.